# Arystobul I (syn Heroda Wielkiego)
Arystobul I (ur. ok. 35 p.n.e., zm. 7 p.n.e.) - królewicz żydowski.
Był synem Heroda Wielkiego i Mariamme I, księżniczki hasmonejskiej. W 24 p.n.e. razem ze swoim bratem Aleksandrem I został wysłany do Rzymu w celach edukacyjnych. Ojciec przyjechał po nich w 17 p.n.e., a po powrocie do Judei nadał majątki i ożenił ich. Żoną Arystobula została jego kuzynka Berenika I, córka Kostobara I i Salome I.
W 13/12 p.n.e. był obecny w Rzymie razem z Aleksandrem I, gdzie przed cesarzem Oktawianem Augustem oskarżono go o spiskowanie przeciwko ojcu. Proces zakończył się pojednaniem Heroda z synami. Później Aleksander i Arystobul ponownie zostali oskarżeni, osądzeni w Berytos i straceni przez uduszenie w Samarii.
Arystobul z Bereniką miał pięcioro dzieci - byli to:
- Herod Agryppa I, zm. 44, król Judei;
- Herod z Chalkis, zm. 48, król Chalkis;
- Arystobul;
- Herodiada;
- Mariamme IV.